# Alaknanda
Die ca. 190 km lange Alaknanda (oder Alakananda; Sanskrit अळकनन्दा) im nordindischen Bundesstaat Uttarakhand bildet den linken Quellfluss des Ganges; der andere ist die ca. 205 km lange Bhagirathi.

## Flusslauf
Die Alaknanda entsteht am Zusammenfluss von Satopanthgletscher und dem Gletscher Bhagirath Kharak in Uttarakhand. Kurz darauf mündet der Saraswati von links in den überwiegend in südwestlicher Richtung Fluss. Bei Devprayag befindet sich der Zusammenfluss von Alaknanda und Bhagirathi; danach heißt der Fluss „Ganges“.

## Zuflüsse
Als heilig betrachtete Hauptzuflüsse sind Dhauliganga, Mandakini, Nandakini und Pindar.

## Orte am Fluss
- Karnaprayag
- Rudraprayag
- Srinagar (Uttarakhand)
- Devprayag

## Sehenswürdigkeiten
Der gemäß lokaler Überlieferungen bereits im 9. Jahrhundert entstandene Badrinath-Tempel liegt bei einer warmen Quelle auf dem Westufer des Flusses.